# Asłan Łappinagow
Asłan Łappinagow (ros. Аслан Лаппинагов, ur. 9 sierpnia 1993) – rosyjski judoka, brązowy medalista Mistrzostw Europy 2017, wicemistrz Letniej Uniwersjady 2017, srebrny i trzykrotnie brązowy medalista mistrzostw Rosji.